# Sparsholt (Hampshire)
Sparsholt – wieś w Anglii, w hrabstwie Hampshire, w dystrykcie Winchester. Leży 2 km na północ od miasta Winchester i 100 km na południowy zachód od Londynu. W 2001 miejscowość liczyła 967 mieszkańców.